# Eucythere argus
Eucythere argus is een mosselkreeftjessoort uit de familie van de Eucytheridae. De wetenschappelijke naam van de soort is voor het eerst geldig gepubliceerd in 1866 door Sars.